# Kennelia
Kennelia là một chi bướm đêm thuộc phân họ Olethreutinae trong họ Tortricidae.

## Các loài
- Kennelia albifacies (Walsingham, in Swinhoe, 1900)
- Kennelia apiconcava Zhang & Wang, 2006
- Kennelia protocyma (Meyrick, 1936)
- Kennelia xylinana (Kennel, 1900)